# The Lost Vikings
The Lost Vikings je logická plošinovka z roku 1993 vyvinutá společností Silicon & Synapse (nyní Blizzard Entertainment) a vydaná Interplay Productions. V roce 2014 byla hra přidána do nabídky služby Battle.net v úpravě pro Windows (na bázi DOSBoxu).
Pokračování The Lost Vikings 2 bylo vydáno roku 1997 na MS-DOS, Windows, PlayStation a Sega Saturn, verze na SNES obsahovala grafický styl z prvního dílu.

## Příběh
V dobách dávných vikingů žili v míru tři přátelé Erik, Olaf a Baelog se svými rodinami. Jednu noc je ale unesla mimozemská kosmická loď. Všechny tři vikingy ovládá hráč a cílem je bezpečně dostat trojici domů.

## Postavy
Každý z vikingů má speciální schopnosti:
- Erik umí skákat, běhat a prorážet hlavou překážky[8] a stejným způsobem i útočit na nepřátele.[9]
- Olaf u sebe nosí štít pro obranu sebe[8] i svých přátel a umí ho použít i jako padák pro sebe a schůdek pro Erika, aby mohl vyskočit výš.[10]
- Baelog umí bojovat mečem a lukem,[8] ke kterému má nekonečnou zásobou šípů;[11] pomocí šípů může i mačkat tlačítka.[10]

## V dalších médiích
Vikingové se také objevili ve hrách: Rock n' Roll Racing (skrytá postava Olaf), Blackthorne (tajná místnost 32X verze), ClayFighter (Olaf zmíněn u konce Helgy) a World of Warcraft (v dungeonu Uldaman). Za jejich postavy lze zároveň hrát v MOBA hře Heroes of the Storm.

## Přijetí
Hra The Lost Vikings byla hodnocena v časopise Bit 92 %, Score 72 % a Excalibur 70 %.